# 城郷村
城郷村（しろさとむら）は、かつて神奈川県橘樹郡にあった村。現在の横浜市港北区南部、神奈川区北西部に当たる。

## 概要
1912年（明治45年）の記録では戸数602戸のうち農家438戸で、街道（現在の上麻生線）沿いに商家95戸、大工43戸があるほかは、全体の73%が農業を営む世帯の多い純農村地域であった。そのため村内のほぼすべての集落で農業が行われていた。小机、下菅田、羽沢地区では米麦の耕作が多く行われたが、水田の多くが谷あいの「谷戸田」や「深田」と呼ばれる条件の悪い農地が多く存在したため、作物の収量はそれほど多くなかったという。
六角橋、神大寺、片倉では丘陵地が多く、蔬菜・園芸農業が明治期より盛んに行われた。特に、キャベツの生産は大正から昭和初期に片倉地区の農家から村全域へと広がり、その後、横浜市域全域へと広がったことで、現在の「横浜キャベツ」の原型となった。そのほか小机地区のイチゴ栽培や鶴見川に近い岸根地区では桃の栽培なども行われていた。

### 「城郷地区」の呼称
現在は、港北区の部分を「城郷地区」と呼び、学校等の施設名（神奈川県立城郷高等学校、横浜市立城郷中学校、横浜市立城郷小学校）にも残っている。
城郷の名の由来となった小机城址が港北区側にあるためだが、港北区側と旧村の大部分を占める神奈川区側とでは、昭和以降は互いに異なる歴史を歩んできたこともあり、旧村全体に対して「城郷地区」の名はあまり用いない。神奈川警察署（神奈川区管轄）の羽沢交番は、かつて「南城郷交番」だったが改称された。

## 地理
現在の横浜市港北区南部、神奈川区北西部に相当する。
村の北部には鶴見川が流れ、その川沿いの平地は村内最大の水田地帯（三隅耕地）だった。
そのほかの地区は鶴見川や滝の川などに注ぐ小さな川を中心として複雑にいくつもの谷戸が形成されており、谷戸田と呼ばれる低湿地で稲作が行われていた。現在でも多く「谷戸」と名のつく地名が残っている。こうした入り組んだ谷戸の上には台地が広がっており、大部分が畑地として利用された。
- 川：鶴見川、鳥山川、砂田川、滝の川

## 歴史
- 1889年（明治22年）4月1日 - 町村制が施行。明治の大合併で、小机村、鳥山村、岸根村、羽沢村、下菅田村、三枚橋村、片倉村、神大寺村、六角橋村が合併して小机村発足。
- 1894年（明治27年） - 日照りが続き、下菅田地区で雨乞いが行われる。
- 1900年（明治33年）6月22日 - 村立高等小学校創立（現：城郷小学校）。
- 1902年（明治35年） - 小机村以外の旧各村側から不満が出たため、村名を小机城にちなんで城郷村と変更することを村議会で議決。2月5日に改称。
- 1908年（明治41年） - 横浜鉄道東神奈川駅 - 八王子駅間の開通。小机駅開業。
- 1912年（大正元年）頃 - 小机、下菅田、岸根地区の農家において製氷がさかんにおこなわれる。
- 1915年（大正4年）頃 - 鶴見川沿い小机地区において都市向けのイチゴ「小机イチゴ」栽培が盛んに行われる。
- 1920年（大正9年）11月30日 - 尋常小机小学校、尋常岸根小学校、尋常神橋小学校、尋常菅田小学校の4校を廃し城郷尋常高等小学校に統一し、神橋小学校を分教場、菅田小学校を仮教室（池上小学校の前身）とする。
- 1927年（昭和2年）
  - 4月1日 - 横浜市に編入。同日城郷村廃止。
  - 10月1日 - 神奈川区の一部となる。
- 1939年（昭和14年）4月1日 - 横浜線沿線の小机、鳥山、岸根の3町を新設の港北区に移管。

## 行政
- 橘樹郡城郷村役場

## 教育
- 城郷村立城郷高等小学校

## 交通

### 鉄道路線
- 鉄道省（現JR東日本）
  - 横浜線：小机駅

横浜市営地下鉄ブルーラインの片倉町駅、岸根公園駅、東海道貨物線の横浜羽沢駅（形式的には旅客駅だが、事実上は貨物駅）、JR東日本・相模鉄道の羽沢横浜国大駅は未開業。

### 道路
- 綱島街道
- 横浜上麻生道路（現在名）

## 名所・旧跡

### 神社
- 杉山神社 - 大字六角橋
- 日枝神社 - 大字神大寺
- 杉山神社 - 大字片倉
- 神明社 - 大字三枚橋
- 神明社 - 大字羽沢
- 神明社 - 大字菅田
- 杉山神社 - 大字菅田
- 杉山神社 - 大字岸根
- 蛇骨神社 - 大字岸根
- 住吉神社 - 大字小机